# Lijst van kreisfreie steden in Duitsland

Landkreise in Duitsland
Kreisfreie Städte in Duitsland

Dit is een lijst van kreisfreie steden (in het Duits Kreisfreie Stadt of Stadtkreis geheten) in Duitsland per deelstaat.

## Baden-Württemberg
- Baden-Baden
- Freiburg im Breisgau
- Heidelberg
- Heilbronn
- Karlsruhe
- Mannheim
- Pforzheim
- Stuttgart
- Ulm

## Beieren
- Amberg
- Ansbach
- Aschaffenburg
- Augsburg
- Bamberg
- Bayreuth
- Coburg
- Erlangen
- Fürth
- Hof
- Ingolstadt
- Kaufbeuren
- Kempten (Allgäu)
- Landshut
- Memmingen
- München
- Neurenberg
- Passau
- Regensburg
- Rosenheim
- Schwabach
- Schweinfurt
- Straubing
- Weiden in der Oberpfalz
- Würzburg

## Berlijn
- Berlijn

## Brandenburg
- Brandenburg an der Havel
- Cottbus
- Frankfurt (Oder)
- Potsdam

## Bremen
- Bremen
- Bremerhaven

## Hamburg
- Hamburg

## Hessen
- Darmstadt
- Frankfurt am Main
- Kassel
- Offenbach am Main
- Wiesbaden

## Mecklenburg-Voor-Pommeren
- Rostock
- Schwerin

## Nedersaksen
- Braunschweig
- Delmenhorst
- Emden
- Göttingen ¹
- Hannover ²
- Oldenburg (Nedersaksen)
- Osnabrück
- Salzgitter
- Wilhelmshaven
- Wolfsburg

¹ Göttingen is sinds 1964 een deel van de Landkreis Göttingen, maar heeft de juridische status van een kreisfreie Stadt.
² Hannover is sinds 2001 een deel van de Regio Hannover, maar heeft de juridische status van een kreisfreie Stadt.

## Noordrijn-Westfalen
- Aken ¹
- Bielefeld
- Bochum
- Bonn
- Bottrop
- Dortmund
- Düsseldorf
- Duisburg
- Essen
- Gelsenkirchen
- Hagen
- Hamm
- Herne
- Keulen
- Krefeld
- Leverkusen
- Mönchengladbach
- Mülheim an der Ruhr
- Münster
- Oberhausen
- Remscheid
- Solingen
- Wuppertal

¹ Aken is sinds 2009 een deel van de Stadsregio Aken, maar heeft de juridische status van een kreisfreie Stadt.

## Rijnland-Palts
- Frankenthal (Palts)
- Kaiserslautern
- Koblenz
- Landau in der Pfalz
- Ludwigshafen am Rhein
- Mainz
- Neustadt an der Weinstraße
- Pirmasens
- Speyer
- Trier
- Worms
- Zweibrücken

## Saarland
- geen

## Saksen
- Chemnitz
- Dresden
- Leipzig

## Saksen-Anhalt
- Dessau-Roßlau
- Halle (Saale)
- Maagdenburg

## Sleeswijk-Holstein
- Flensburg
- Kiel
- Lübeck
- Neumünster

## Thüringen
- Eisenach
- Erfurt
- Gera
- Jena
- Suhl
- Weimar